# القنديل الصغير (قصة)
القنديل الصغير هي قصة أطفال للكاتب الفلسطيني غسان كنفاني صدر لأول مرة في عام 1978 عن دار العودة في بيروت وهو أول عمل موجه للأطفال كتبه ورسمه غسان كنفاني، وحوّل هذه القصة إلى أعمال مسرحية. نُشر كتاب بعد استشهاد الكاتب عام 1972، حيث قامت الجهات المهتمة بإرثه الأدبي بجمع ونشر أعماله، ومنها هذه القصة التي تُبرز جوانب أخرى من إبداع كنفاني، واهتمامه بكتابة الأدب الموجه للأطفال.

## إهداء
أهدى كنفاني القصة لابنة شقيقته لميس حسين نجم المولودة في 12 يناير 1955، التي قتلت معه بالقنبلة التي فجرت سيارته في 8 تموز 1972. كتب في المقدمة الإهداء التالي:
"بعد كل هذه السنــوات يبدو لى أنى عرفت
أخيراً من أنـا.. وأين طريقـي ولذلك فأنـى
لن أستطيع أن أكتب لك شعراًلانى لست شاعراً
ولا مقالا لأنى لست كاتب مقال .. ولكى أحافظ
على وعدى لك وهديتى اليك قررت أن أكتب لك
قصة فمهنتى أن أكتب قصة.. وسوف أكتب لك واحدة

اسمها القنديل الصغير..تكبر معك كلما كبرت"

## أحداث القصة
هي قصة تتناول قصة أميرة يموت والدها الملك الذي حكم البلاد بعدل، تاركًا للأميرة وحيدته وصية، يقول لها ''كي تُصبحي ملكةً يجب أن تحملي الشمس إلى القصر''، والثانية تقول ''إذا لم تستطيعي حَمْل الشمس إلى القصر فإنك ستقضين حياتَكِ في صُندوق خشبي مُغلق عقاباً لك''· وقد عجز الجميع عن مساعدتها، فمنهم من قرر انها مجنونة لمحاولتها المستحيل، ومنهم من قال أنها حكيمة. يحاول رجل عجوز دخول القصر ولكنه يتعرض لمنع من الحرس، اصراره على الدخول ورفع صوته لتسمعه الاميرة، فيقول الرجل العجوز للحرس «إن لم يتمكن رجل عجوز من الدخول إلى قصرها فكيف تطمح الاميرة أن تدخل الشمس إلى القصر». تحاول الاميرة أن مناداته ولكنه يختفي. تستدعي الطفلة قائد الحرس وتسأله عن العجوز، فيخبرها أنه رجل عجوز يأتي كل مساء حاملا قنديلا صغير. تنتظر الاميرة ولكن الرجل العجوز لا يعود، تحزن ولكنها تجد ورقة مدسوسة من تحت الباب مكتوب عليها أن الحزن والبكاء لا يحلان المشاكل، فقررت أن تتحرك لحل المشكلة، وطلبت من القائد احضار كل رجل يحمل فانوسا إلى القصر، وفي المساء خرج الجنود لجلب كل رجل يحمل فانوسا، واستغربت الاميرة حين رأت في الافق، آلاف الرجال من كل صوب يحملون القناديل قادمين نحو القصر، وكانوا يتكاثرون فغصت بهم الابواب والأسوار، فأمرت الاميرة بتوسعة الابواب وهدم الأسوار ليتمكن الجميع من الدخول، وهنا قال لها الرجل العجوز هل تستطيعين حمل كل هذه القناديل وحدك فقالت لا، قال كذالك الشمس لا يستطيع رجل واحد أو امرأة واحدة حملها، فقالت الاميرة أن كل هذه القناديل هي الشمس التي قصدها والدي فقال لها العجوز نعم، وفي الصباح عندما اشرقت الشمس رأت الاميرة نور الشمس يدخل إلى القصر عبر النافذة، ذلك أنها هدمت الاسوار والأبواب التي كانت تحجب نور الشمس.

## الاسلوب
اعتمد غسان كنفاني في كتابه "القنديل الصغير" على أسلوب سردي يمتاز بالبساطة والرمزية، جامعًا بين الوضوح الذي يخاطب عقول الأطفال والعمق الذي يحفّز الكبار على التأمل. جاء النص مشحونًا بالصور البلاغية التي تنسج معاني فلسفية وإنسانية، حيث وظّف كنفاني رمزية "القنديل" للإشارة إلى النور، الحكمة، والمسؤولية.  تظهر براعته السردية من خلال تسلسل الأحداث الذي يبدأ بوصية الملك لابنته الوحيدة قبل وفاته، بأن تحضر القنديل الصغير إلى القصر لتثبت جدارتها كحاكمة. انطلقت الأميرة في رحلة مليئة بالتحديات، حيث واجهت الشك والخوف، لكن تصميمها على تحقيق الوعد دفعها للتغلب على العقبات. من أبرز المشاهد في القصة تلك اللحظة التي تقرر فيها الأميرة فتح باب القصر للفقراء والمحتاجين، متجاهلة تحذيرات حراس القصر، ليضيء القنديل، رمزيًا، معبّرًا عن النور الداخلي الناتج عن التعاطف والشجاعة. تميّز الأسلوب كذلك بالتوازن بين السرد والوصف ، إذ برع كنفاني في تصوير مشاهد القصر، حالة الأميرة النفسية، والرموز التي تجسّد قيمًا إنسانية مثل العدل، المسؤولية، وحكمة القيادة. هذا الأسلوب جعل القصة نموذجًا للأدب الموجه للأطفال، الذي يزرع القيم في قالب مشوق ويمنح القارئ، صغيرًا كان أو كبيرًا، فرصة لاستخلاص المعاني العميقة.

## الشخصيات
الشخصيات في كتاب "القنديل الصغير" لغسان كنفاني جاءت رمزية ومتنوعة، تُعبّر كل واحدة منها عن قيمة أو مفهوم إنساني عميق. أهم هذه الشخصيات
الأميرة الصغيرة: بطلة القصة التي تمثل الشخصية المركزية. تجسّد الأميرة رحلة النضج والمسؤولية، حيث تبدأ كفتاة يافعة تواجه مهمة صعبة تتمثل في تنفيذ وصية والدها. عبر مغامرتها لإحضار "القنديل الصغير"، تكشف عن سمات الشجاعة، الإصرار، والذكاء. تسلط الشخصية الضوء على مفهوم القيادة العادلة التي تقوم على التعاطف مع الناس وخدمتهم.
الملك الراحل: شخصية غائبة جسديًا لكنها حاضرة رمزيًا من خلال وصيته. يمثّل الملك الحكمة والرؤية المستقبلية، إذ أراد من وصيته اختبار قدرات ابنته وإعدادها لتحمل مسؤولية الحكم بوعي ونضج.
الحراس: يمثلون النظام التقليدي والجمود الفكري، إذ حاولوا منع الأميرة من مخالفة الأعراف بفتح أبواب القصر للفقراء والمحتاجين. يعكس وجودهم تحديًا للقيود الاجتماعية التي تعيق التغيير.
الفقراء والمحتاجون: يرمزون إلى الفئات المهمشة في المجتمع، وهم المحور الذي يدور حوله اختبار الأميرة. عندما فتحت الأميرة أبواب القصر لهم، أضاء القنديل كرمز للعدل والنور الناتج عن التعاطف وخدمة الآخرين.
القنديل: على الرغم من أنه ليس شخصية حية، إلا أنه عنصر رمزي بالغ الأهمية في القصة. يرمز القنديل إلى الحكمة، النور، والمسؤولية التي يجب على الحاكم امتلاكها لإضاءة طريق شعبه.
من خلال هذه الشخصيات، خلق كنفاني عالمًا بسيطًا في ظاهره لكنه يحمل أبعادًا فلسفية وإنسانية عميقة، ما يجعل القصة رسالة أدبية خالدة عن القيادة الحقيقية والعدالة الاجتماعية.